# GRB 080319B

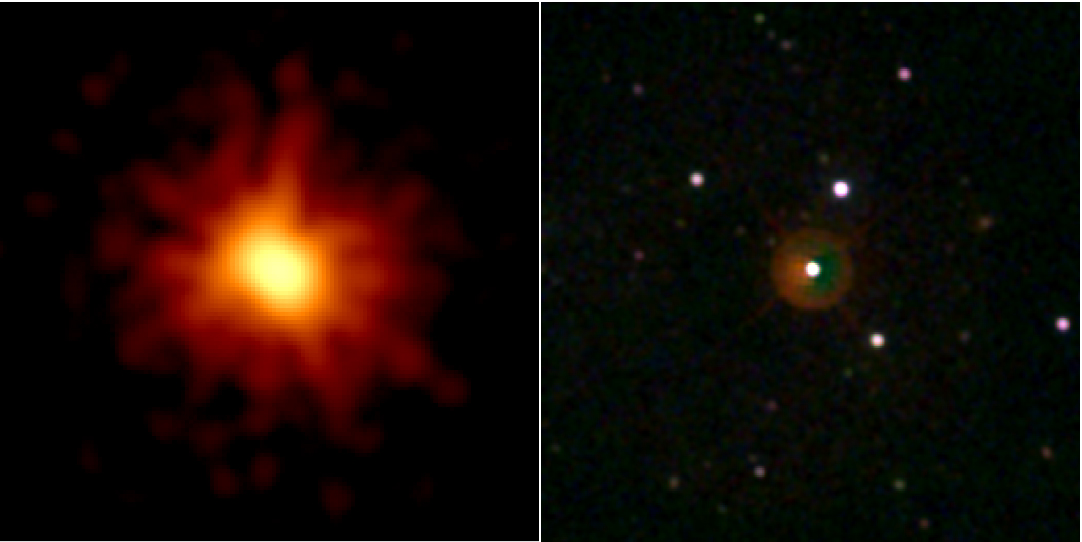
A 080319B a Swift űrtávcső (balra) és egy földi teleszkóp (jobbra) felvételén, március 20-án

A GRB 080319B az eddig megfigyelt legnagyobb energiájú gammakitörés volt, mely 2008. március 19-én fénylett fel a Bootes csillagkép területén. Jellemző, hogy 7,5 milliárd fényév távolsága (z=0,937 vöröseltolódás) ellenére (ez az Univerzum általunk látható teljes méretének fele) az optikai fényessége elérte az 5,76 magnitúdót, azaz körülbelül egy percig ideig szabad szemmel is látható volt. A villanás nagy fényességének oka valószínűleg az, hogy a Föld nagy pontossággal a poláris anyagkidobás irányában feküdt, így ennek belső, sokkal intenzívebb része sugárzott bolygónk felé. A belső régió kúpjának nyílásszöge mindössze 0,2°, ez alapján átlagosan 10 évente várható ilyen rálátási irányú, a többinél lényegesen fényesebb GRB.